# Boalondo
 (octobre 2020).
Si vous disposez d'ouvrages ou d'articles de référence ou si vous connaissez des sites web de qualité traitant du thème abordé ici, merci de compléter l'article en donnant les références utiles à sa vérifiabilité et en les liant à la section « Notes et références ».
Boalondo est un village situé dans la commune de Bokito au Cameroun.
Il est situé juste après le pont d'Ebepda en allant vers l 'ouest Cameroun à 72 km de Yaoundé. Principalement constitué de la savane, les populations de ce village vivent de l'agriculture et de la pèche.